# Dendrophidion brunneum
Espèce
Synonymes
- Herpetodryas brunneus Günther, 1858

Dendrophidion brunneum est une espèce de serpents de la famille des Colubridae.

## Répartition
Cette espèce se rencontre :
- en Équateur ;
- au Pérou, dans les régions de Cajamarca, Piura et Tumbes.

## Description
Dans sa description Günther indique que le spécimen en sa possession mesure environ 100 cm dont 30 cm pour la queue. Son dos est uniformément brun et sa face ventrale jaunâtre.

## Publication originale
- Günther, 1858 : Catalogue of Colubrine Snakes in the Collection of the British Museum, London, p. 1-281 (texte intégral).